# Antonio Rinaldi (pittore)

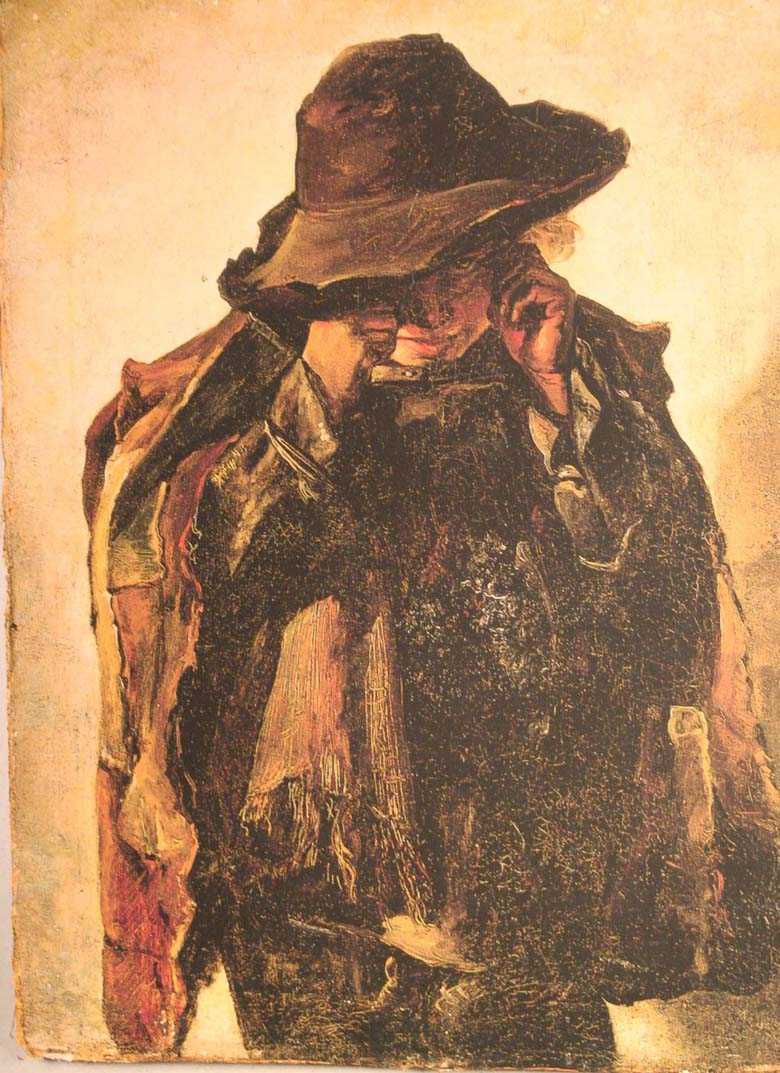
Spazzacamino piangente?

Antonio Rinaldi (Tremona, 1816 – Tremona, 27 settembre 1875) è stato un pittore e restauratore svizzero-italiano, esponente del Romanticismo, buon frescante e valido ritrattista, operante nel Canton Ticino e nella vicina Lombardia.

## Opere

### Svizzera
- Arzo, chiesa dei Santi Nazario e Celso, nella Cappella del Rosario, sulle pareti laterali, affreschi, a destra San Giuseppe con l'Angelo, a sinistra La fuga in Egitto.
- Balerna, Chiesa di San Giovanni Battista e della Vergine, olio su tela, L'estrema unzione, cm 49 x 34, del 1851 (esposto alla Mostra "L'ex voto nel Ticino", 1950, n. catalogo 17); olio su tela, Inferma a letto invocante il Crocefisso e la Madonna, 45 x 34, del 1850 circa.
- Balerna, frazione di Cereda, Oratorio di Sant'Antonio di Padova, nell'atrio, fascia affrescata con La nascita e La morte del Santo; nella navata altri sei affreschi, Sant'Antonio, Ezzelino da Romano, Il Santo fra i dotti, La benedizione del cavaliere, e due Miracoli taumaturgici.
- Balerna, Municipio, ritratto di Antonio Cattaneo, capitano garibaldino, olio su tela, 43 x 51 (restaurato).
- Besazio, chiesa dell’Immacolata Cappella della Madonna del Rosario, tenda dipinta, oggi nella cappella jemale; nella Cappella del Sacro Cuore, pala del Sacro Cuore, olio su tela, 120 x 180, rabberciato al centro; in sagrestia, tavoletta votiva, 52 x 40, del 1853, che ricorda la sventata aggressione di cinque assassini ai danni dell'abate Antonio Fontana.
- Caneggio, frazione di Campora, Oratorio di San Fermo di tazza del presbiterio, in medaglia, affresco la Gloria di San Fermo, del 1850 circa; nei sottarchi degli arconi, delicati Putti.
- Capolago, chiesa di Santa Maria Maddalena in facciata nella nicchia stuccata, affresco della Santa titolare; nel presbiterio, sulle pareti laterali, affreschi, a destra La predicazione di Gesù a Maria Maddalena, a sinistra La lavanda dei piedi; nella casa parrocchiale, Gonfalone della Confraternita, olio su tela, 120 x 176: su una facciata, Santa Maria Maddalena inginocchiata e un Santo Vescovo, in alto l'Ostensorio coi putti; sull'altra, la Madonna del Rosario inscritta nei Misteri con quattro teste di cherubini agli angoli.
- Chiasso, Oratorio dell'Assunta sulla volta a vela del presbiterio, affresco con l'Assunzione, affine ai suoi modi.
- Coldrerio, Oratorio di San Gregorio (o di Santa Apollonia), edicole della Via Crucis del 1859, affreschi; nel cimitero, cappella, affresco, la Crocifissione, coevo.
- Genestrerio, chiesa parrocchiale di Sant'Antonio Abate, nella tazza del coro, affresco del Giudizio Universale, grande composizione circolare molto mossa, degli anni 1863-1865.
- Mendrisio, chiesa parrocchiale dei Santi Cosma e Damiano, sagrestia, Ritratto del prevosto Giuseppe Franchini (con la scritta: «primo fra i benemeriti di questo tempio»), olio su tela, 90 x 125.
- Mendrisio, Chiesa di Santa Maria in Borgo, sulla parete del presbiterio, olio su tela ovato con San Giuseppe, 75 x 95, firmato.
- Mendrisio, Chiesa di San Sisinio, in facciata sopra il portale, affresco di San Sisinio, delineato col chiodo, del 1865: il Santo che indossa la dalmatica spalanca le braccia in orazione.
- Mendrisio, Chiesa di San Francesco d'Assisi, in facciata, affresco dell'Immacolata, del 1850, ora coperta dal mosaico con San Francesco d'Assisi di Gino Macconi di Mendrisio.
- Mendrisio, ex Ospizio della Beata Vergine ora Accademia d'architettura, sala dell'Amministrazione, Ritratto di Agostino Maspoli di Coldrerio, olio su tela, 57 x 72.
- Meride, chiesa parrocchiale di San Silvestro, in navata, olio su tela, 65 x 87, con Il Ladro Luigi Baldocchi di Cremona, popolarissima opera di una felice vivacità narrativa sorretta da una tavolozza brillante: rappresenta un tentativo di furto in chiesa del 7 giugno 1844.
- Meride, chiesa di San Rocco, in navata, olio su tela centinata, 180 x 300, Madonna col Bambino e Santi Rocco, Antonio abate, Giorgio, Abbondio e Silvestro papa.
- Meride, Cappella del beato, affresco raffigurante il Beato Manfredo Settala in preghiera nell'oratorio di San Giorgio, inginocchiato davanti all'altare.
- Meride, Casa di Francesco Fossati, olio su carta, 22 x 30, Ritratto di giovane donna.
- Morbio Inferiore, casa del parroco, Santa Lucia, affresco centinato, 97 x 191, relitto di una cappella demolita; affresco con Testina di Santa.
- Novazzano, frazione Boscherina, Villa neoclassica di Pietro Riva soffitto di una sala, nella medaglia centrale, affresco con Putto alato simboleggiante un Genio che sorregge in volo una figura biancovestita e coronata, con putti; lungo il perimetro del rettangolo che inscrive la medaglia e precisamente al centro, quattro scene: La principessa liberata da San Giorgio, La nobiltà lombarda banchettante in costume spagnolesco, Autoritratto del pittore in costume seicentesco che ritrae la modella e la Nascita di Venere; negli angoli: putti con ghirlande; l'opera è del 1850.
- Rancate, località Pizzolo, Oratorio di San Giovanni Battista, affreschi delle 14 cappelle della Via Crucis, oggi scomparsi; Casa di Ada Ferrari, facciata, affresco, 70 x 87, Madonna col Bambino; nel cimitero, cappella centrale, vasto dipinto murale con le Anime Purganti, 290 x 280, corroso dall'umidità nella parte inferiore.
- Rancate, Pinacoteca cantonale Giovanni Züst, conserva suoi 28 dipinti e 172 disegni tra cui Il gattino, Ritratto della carta squarciata, i ritratti di Annetta Vailati (1857) circa e Giuseppe Vailati (1865) circa.
- Riva San Vitale, chiesa plebana di San Vitale, all'interno, cinque stazioni della Via Crucis, oli su tela, 59 x 69, Cristo davanti a Pilato, L'incontro con la Veronica, Cristo crocefisso, La Deposizione, Il sepolcro, del 1848 circa, raffinate nel disegno e nel colore; in sagristia, olio su tela, 80 x 114, Ritratto dell'arciprete Bollina.
- Sagno, Canonica, sala della biblioteca, olio su tela, 80 x 101, Ritratto dell'abate Antonio Fontana, del 1860 circa: l'abate, seduto alla scrivania, reca appuntata sul petto la decorazione dell'Ordine della Corona ferrea; nella casa del poeta Francesco Chiesa, tre oli su tela, 43 x 54, Ritratto del pittore Francesco Chiesa, del 1852, con la scritta nella lettera che l'effigiato regge nella mano destra: «All'egr. pittore/ Il sig Francesco Chiesa/ Sagno/ 15 gennaio 1852/ Rinaldi Tremona dipinse»; Ritratto di Angelo Chiesa, 45 x 58; Ritratto femminile, 42 x 55; olio su cartone, 21 x 26, Ritratto di Innocente Chiesa (?), del 1849; olio su rame, 17 x 34, Ritratto di Corilla Chiesa (utilizzo di un'antica tavoletta dipinta del Cinquecento con Santo orante).
- Salorino, Oratorio di San Rocco, in navata, ex voto, Caduta da un dirupo di San Nicolao di Clotilde Brenni d'anni 5, olio su tela, 37 x 48, datato 1860, con scritta retrostante a penna su cartoncino.
- Stabio, Oratorio della Madonna di Caravaggio (già del Suffragio), all'interno, olio su tela con l'Estasi di Santa Teresa, 90 x 120, intensa opera condotta su una gamma di bruni e di grigi; in piazza, Casa Ginella, facciata, affresco ormai estinto.
- Tremona, chiesa parrocchiale dell'Assunta, Cappella della Madonna, parete laterale di sinistra, affresco di Sant'Agata, deperito inferiormente; Cappella del Crocefisso, sulla volta, affreschi con Santa Lucia (di tecnica scadente e corrosa dall'umidità) e Santa Apollonia (indenne); Oratorio dei Confratelli, ex voto su tavola (già in Sant'Agata), 39,5 x 50,5, Scoppio di tre mine, datato 1854: sanguinante a terra è il muratore sorpreso dagli scoppi, accorrente il parroco soccorrente, un compagno di lavoro costernato si ritrae spaventato a braccia aperte.
- Tremona, antica Casa Rinaldi, nella parete che chiude la corte, Ritratti a monocromo di Leonardo, Raffaello e Michelangelo in pannelli scanditi con angeli; nella Casa Riva, salone, alle pareti due affreschi, Giuramento del Grütli e Sacrificio di Antonio di Winkelried; sotto il portico, affresco della Madonna col Bambino, 46 x 64.
- Gordevio, frazione di Briee, Oratorio di Sant'Antonio abate, in facciata sopra il portale, affresco col Santo titolare, del 1874.
- Cavergno, chiesa parrocchiale di Sant'Antonio da Padova, navata con volta a botte lunettata, decorazione pittorica del 1866; alle pareti, due affreschi con Scene della vita del Santo, del 1867 e gli oli su tela della Via Crucis, del 1871.
- Cavergno, frazione Mondada, Oratorio della Madonna Addolorata, pala d'altare con l'Addolorata, del 1871.
- Cavergno, frazione Sonlerto, Oratorio di San Giuseppe, pala d'altare con il Transito di San Giuseppe, del 1860.
- Lamone, chiesa parrocchiale di Sant'Andrea, in facciata sopra il portale, affresco col Santo titolare, del 1872.
- Melano, Santuario della Madonna del Castelletto, in facciata figure affrescate dei Santi Rocco e Defendente, del 1868; all'interno, ex voto, olio su tela, 47 x 58, Carrozza ribaltata, del 12 novembre 1857: sotto l'insegna dell'osteria della Stella, il veicolo rovesciato, il cavallo impennato e due passeggeri rovinati a terra.

### Italia
All'artista si devono le edicole della Via Crucis che, a Civiglio, si trovano sul viale che conduce alla chiesa di San Nicola.
Il Rinaldi ha dipinto anche nel 1869 nella chiesa dei Santi Ambrogio e Antonio Abate a Casnate (Como) Padre Eterno con Angeli nella cupola o tazza centrale; nel 1872 nella chiesa dei Santi Vittore e Defendente a Ronago (Como): Padre Eterno nella tazza sopra il presbiterio e la Madonna della Cintura con S. Agostino e S. Monica nella tazza centrale.
Ha affrescato intorno al 1858 la volta della chiesa di San Bartolomeo a Como (Ascensione)
nel 1866 la volta del presbiterio nella chiesa di San Michele a Rovenna (Evangelisti e Virtù). Gli ornati di Casnate e di Rovenna sono stati eseguiti in collaborazione con Vincenzo De Bernardi da Claino con Osteno (Como). Gli ornati a Ronago con Francesco Verda da Lugano.